# Plovoucí solární elektrárna

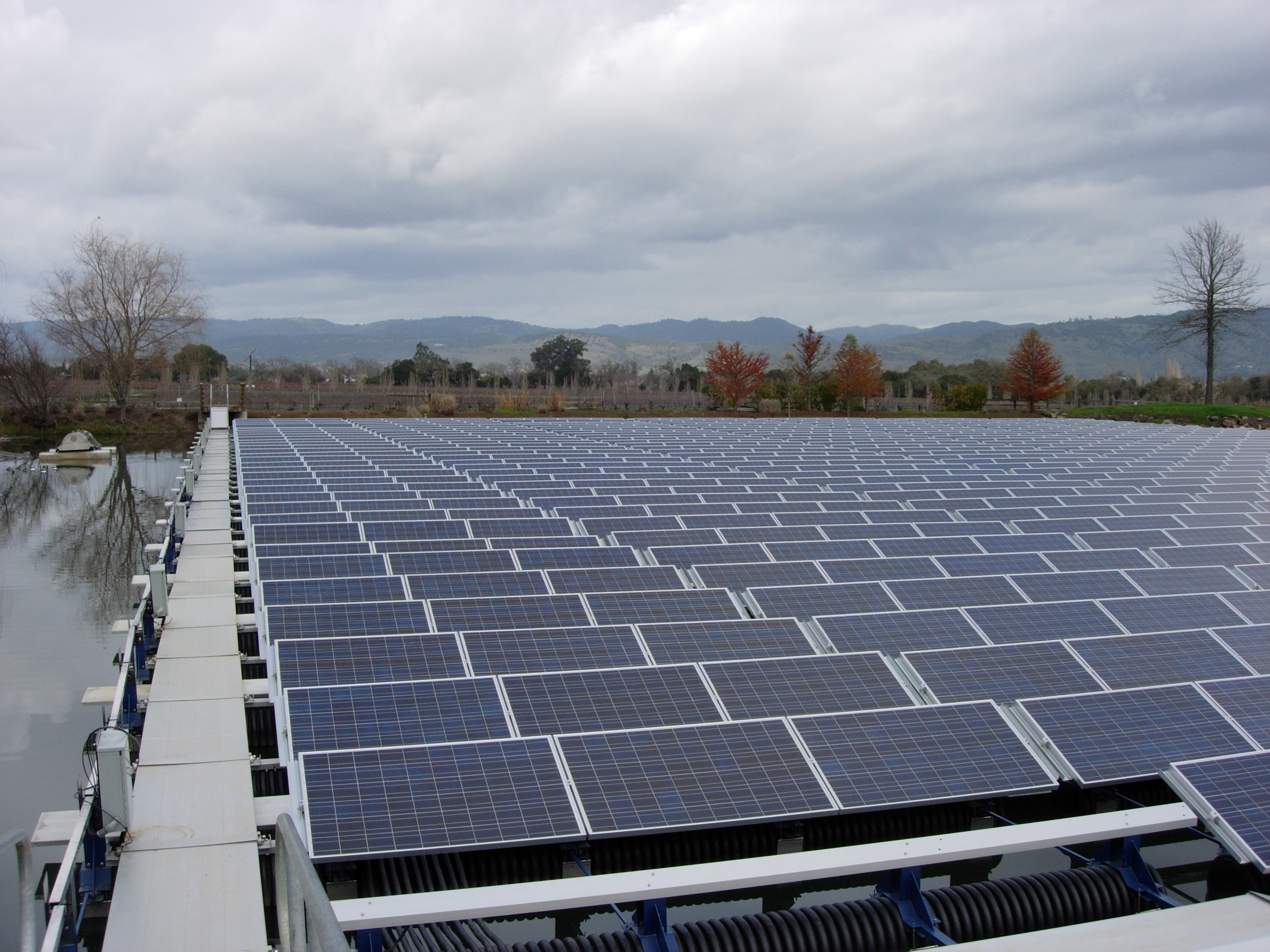
Plovoucí fotovoltaika

Plovoucí solární elektrárna je zařízení na výrobu elektřiny ze slunce, které je instalováno na vodní ploše, obvykle na umělých vodních rezervoárech nebo na hladině jezera.        
Trh s plovoucími fotovoltaickými panely se rychle rozvíjí, rychlý nárůst byl zaznamenán po roce 2016 a v roce 2017 přesáhla tato technologie 200 MW instalovaného výkonu. Jak bylo uvedeno v článku MIRARCO, který se věnoval analýze vzniku této technologie, bylo během let 2008 až 2014 postaveno prvních 20 závodů, které měly výkony několik desítek kW. 
Instalovaný výkon plovoucích solárních elektráren v roce 2018 dosáhl 1,1 GW. Náklady na systém instalovaný na vodní hladině jsou o 20–25 % vyšší než u pozemních systémů. Mohou však snížit závislost na jiných zdrojích energie. Některé státy u rovníku mohou pokrýt svou spotřebu elektrické energie plně z plovoucích FVE.

## Technologické vlastnosti
Hlavní výhody plovoucích solárních elektráren: 
1. Nenáročnost na půdu: hlavní výhodou plovoucích FV systémů je to, že nezabírají žádnou půdu, s výjimkou plochy nezbytné pro připojení elektrické skříňky a napojení na rozvodnou síť. Jejich pořizovací cena je o něco vyšší ve srvnání s pozemními solárními elektrárnami, ale nabízejí efektivní způsob, jak omezit zábor půdy.
2. Instalace a vyřazení z provozu: plovoucí fotovoltaické elektrárny jsou kompaktnější než klasické pozemní, jejich správa je jednodušší a snazší je i konstrukce a vyřazování z provozu. Hlavním důvodem je skutečnost, že neexistuje žádná pevná stavba, jako tomu je u pozemních zařízení, takže jejich instalace může být zcela reverzibilní.
3. Úspora vody a vliv na její kvalitu: částečné pokrytí umělých vodních rezervoárů může vést ke snížené odparu vody. Takový výsledek závisí na klimatických podmínkách a na procentech zakryté plochy. V aridních oblastech, jako je Austrálie, se jedná o významný benefit, jelikož tím omezí výpar asi 80 % pokryté plochy, což znamená více než 20 000 m³/rok/ha. Toto je velice významný aspekt, má-li rezervoár zavlažovací funkci.
4. Ochlazující efekt: plovoucí konstrukce umožňuje implementaci jednoduchého a přirozeného chladicího mechanismu. Ten může být také aktivován vodními vrstvami na FV modulech nebo pomocí ponořených FV modulů, tzv. SP2 (Submerged Photovoltaic Solar Panel). V těchto případech globální účinnost fotovoltaických modulů stoupá díky absenci tepelného driftu, dochází k získaní energie až o 8–10 %.
5. Otáčení se za sluncem: velká plovoucí plošina může být snadno ovladatelná a může provádět otáčení kolem svislé osy: to lze provést bez plýtvání energií a bez nutnosti složitého mechanického zařízení jako v pozemních FV systémech. Plovoucí fotovoltaické zařízení vybavené sledovacím systémem má omezené dodatečné náklady, zatímco energetický zisk se může pohybovat od 15 do 25 %.
6. Možnost skladování: vzhledem k přítomnosti vody se nabízí myšlenka využívat skladování potenciální energie především v kombinaci s vodními nádržemi. V úvahu padají i další možnosti, zejména systémy CAES, které fungují na principu stlačeného vzduchu.
7. Kontrola životního prostředí: výhodou z environmentálního hlediska je také omezení růstu řas, což je vážný problém v průmyslových zemích. Tento problém je možné vyřešit částečným pokrytím pánví a snížením světla na biologickém znečištění těsně pod povrchem. Jedná se pouze o část obecného problému správy povodí vytvářeného průmyslovými činnostmi nebo jím znečištěného. Více například správa těžby.
8. Zvýšení účinnosti: mnoho studií ukazuje, že po umístění solárních panelů na vodní hladinu došlo k významnému zlepšení jejich účinnosti. Nicméně průkaznost těchto studií není jednoznačná, jejich závěry se liší. Uváděný energetický zisk se pohybuje v rozmezí 5 až 15 %.[6][7]

## Historie
První patenty na plovoucí solární panely byly zaregistrovány v USA, Dánsku, Francii, Itálii a Japonsku. V Itálii byl první patent týkající se instalace FV modulů na vodní hladinu registrován v únoru 2008.  
Výzkumná skupina MIRARCO (Minning Innovation Rehabilitation and Applied Research Corporation Ontario, CANADA) uvádí několik návrhů zařízení, která byla předložena v letech 2008–2011 a 2012–2014. Zjednodušeně je lze rozdělit do tří kategorií: 
- FV elektrárny tvořené moduly namontovanými na pontonech
- FV moduly namontované na vorech z plastu a galvanizované oceli
- FV moduly namontované na raftech, plně v plastu.

Není možné poskytnout podrobnou analýzu několika malých plovoucích fotovoltaických elektráren postavených během prvních 10 let. Graf níže vychází z dat dostupných na webu pro FPV s více než 500 kW výkonu. Na asijském summitu o čisté energii v Singapuru (říjen 2017) byla ve World Bank Group uvedena dvě čísla: 453 MWp pro instalaci v roce 2017 a předpověď 750 MWp na rok 2018. 
Potenciál plovoucích solárních elektráren je značný. Skutečnost, že mohou být umístěny prakticky na jakýchkoli velkých vodních plochách, umožňuje široké využití v Evropě. Nabízí se instalace na přehradách, rybích farmách či na ploše bývalých uhelných dolů. Potenciálu využití starých uhelných pánví v Německu k tomuto účelu se věnovala studie Fraunhoferova institutu. Podle ní se jedná až o 15 GW instalovaného solárního výkonu.
Následující graf ilustruje nárůst počtu solárních plovoucích zařízení globálně. 

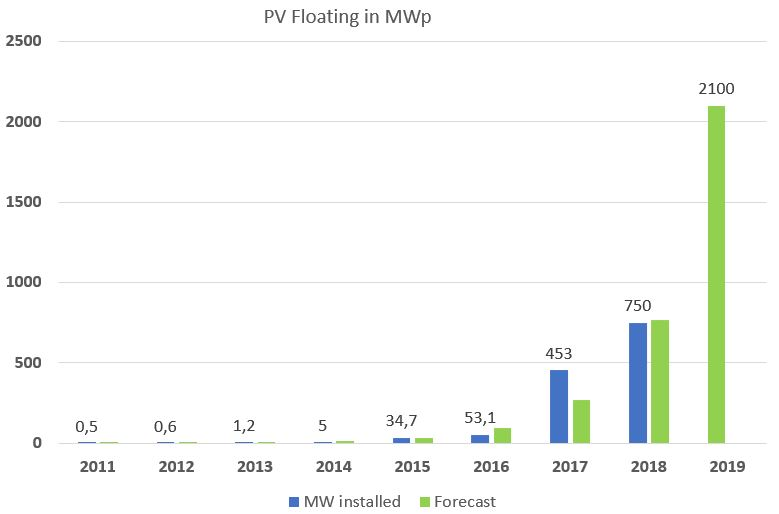
Instalovaný výkon plovoucích elektráren ve světě v MW

Data převzatá z „Where Sun Meets Water: Floating Solar Market Report," World Bank Group and SERIS, Singapore, 2018     